# HMS Mars (1759)
HMS Mars (Корабль Его Величества «Марс») — 74-пушечный линейный корабль третьего ранга. Третий корабль Королевского флота, названный 
HMS Mars, в честь Марса, древнеримского бога войны. Пятый линейный корабль типа Dublin. Относился к так называемым «обычным 74-пушечным кораблям», нёс на верхней орудийной палубе 18-фунтовые пушки. Заложен 1 мая 1756 года. Спущен на воду 15 марта 1759 года на королевской верфи в Вулвиче. Принял участие во многих морских сражениях периода Семилетней войны, в том числе в Сражении в бухте Киберон.

## Служба
Первым командиром Mars был капитан Джеймс Янг. Он принял командование кораблем в марте 1759 года, и после того как корабль был закончен 12 апреля, присоединился к флоту адмирала Эдварда Хоука, который патрулировал побережье Франции.
20 ноября 1759 года Mars, уже под командованием коммодора Джеймса Янга, принял участие в Сражении в бухте Киберон, в котором британская эскадра адмирала Хоука одержала победу над французской эскадрой маршала де Конфлана. В ходе первой части боя французы потеряли 2 корабля потопленными и 2 захваченными, и укрылись в заливе у полуострова Киберон. Адмирал Хок, развивая успех, вошел в бухту, потеряв при этом 2 корабля на отмели острова Ле Фоур, и атаковал укрывшийся там французский флот. В ходе второй части боя французский флот был рассеян, еще три корабля потеряно, в том числе на мелях, один захваченный сел на мель и был сожжён. Mars находился в арьергарде британской эскадры, а потому несмотря на всё старание его экипажа как можно скорее вступить в бой, прибыл на место сражения лишь с наступлением темноты, когда битва уже подходила к концу.
В апреле — июне 1761 года Mars, под командованием капитана Ричарда Спрая, входил в состав эскадры коммодора Августа Кеппеля, направленной на захват острова Бель-Иль. Экспедиция прибыла к острову 6 апреля, однако первая попытка захвата острова, предпринятая генералом Джоном Крауфордом, окончилась неудачей. Высадившись на юге острова британцы столкнулись с ожестоженным сопротивлением и вынуждены были вернуться на свои корабли. Однако когда к эскадре присоединился отряд, который перед этим успешно захватил Мартинику, британцы предприняли вторую попытку, на этот раз высадившись на остров с севера. На этот раз им сопутствовала удача, войска высадились на берег, остров был блокирован, и после месячной осады капитулировал.
13 августа 1761 года Mars, совместно с 74-пушечным Orford, патрулировали море в Бискайском заливе, когда в районе мыса Финистерре они обнаружили два французских 14-пушечных капера Sardoine и Amarante. В результате короткой погони оба капера были захвачены (Mars захватил Amarante, а Orford — Sardoine).
В 1778 году Mars был переведен на рейдовую службу. Он оставался в строю до 1784 года, после чего был продан на слом.